# Stenotarsus oshimanus
Stenotarsus oshimanus es una especie de coleóptero de la familia Endomychidae.

## Distribución geográfica
Habita en Japón.